# Givotia stipularis
Givotia stipularis är en törelväxtart som beskrevs av Radcl.-sm.. Givotia stipularis ingår i släktet Givotia och familjen törelväxter. Inga underarter finns listade i Catalogue of Life.